# Низино (Волховський район)
Низино (рос. Низино) — присілок у Волховському районі Ленінградської області Російської Федерації.
Населення становить 33 особи. Належить до муніципального утворення Селівановське сільське поселення.

## Історія
Згідно із законом № 56-оз від 6 вересня 2004 року належить до муніципального утворення Селівановське сільське поселення.

## Населення
| 1838 | 1862 | 1885 | 1997 | 2007 | 2010 | 2017 |
| ---- | ---- | ---- | ---- | ---- | ---- | ---- |
| 391  | ↗502 | ↗602 | ↘25  | ↗31  | ↗34  | ↘33  |